# Berjozovskij
Berjozovskij (ryska Берёзовский) är en stad i Sverdlovsk oblast i Ryssland. Staden ligger 13 kilometer nordost om Jekaterinburg. Folkmängden uppgår till cirka 56 000 invånare.

## Historia
Staden grundades 1752 vid områdets först upptäckta guldfyndighet. Stadsrättigheter erhölls 1938.